# Charrais
korábbi község Franciaország Új-Aquitania régiójában, Vienne megyében. 2017. január 1-jén három másik korábbi községgel egyesült és azokkal együtt Saint-Martin-la-Pallu új község része lett.
település Franciaországban, Vienne megyében. Lakosainak száma 1092 fő (2018. január 1.). Charrais Blaslay, Champigny-le-Sec, Neuville-de-Poitou, Le Rochereau, Villiers és Yversay községekkel határos.

## Népesség
A település népességének változása:
| Lakosok száma | 1048 | 1073 | 1087 | 1092 |
|               | 2013 | 2015 | 2017 | 2018 |